# Koziołki Lubelskie

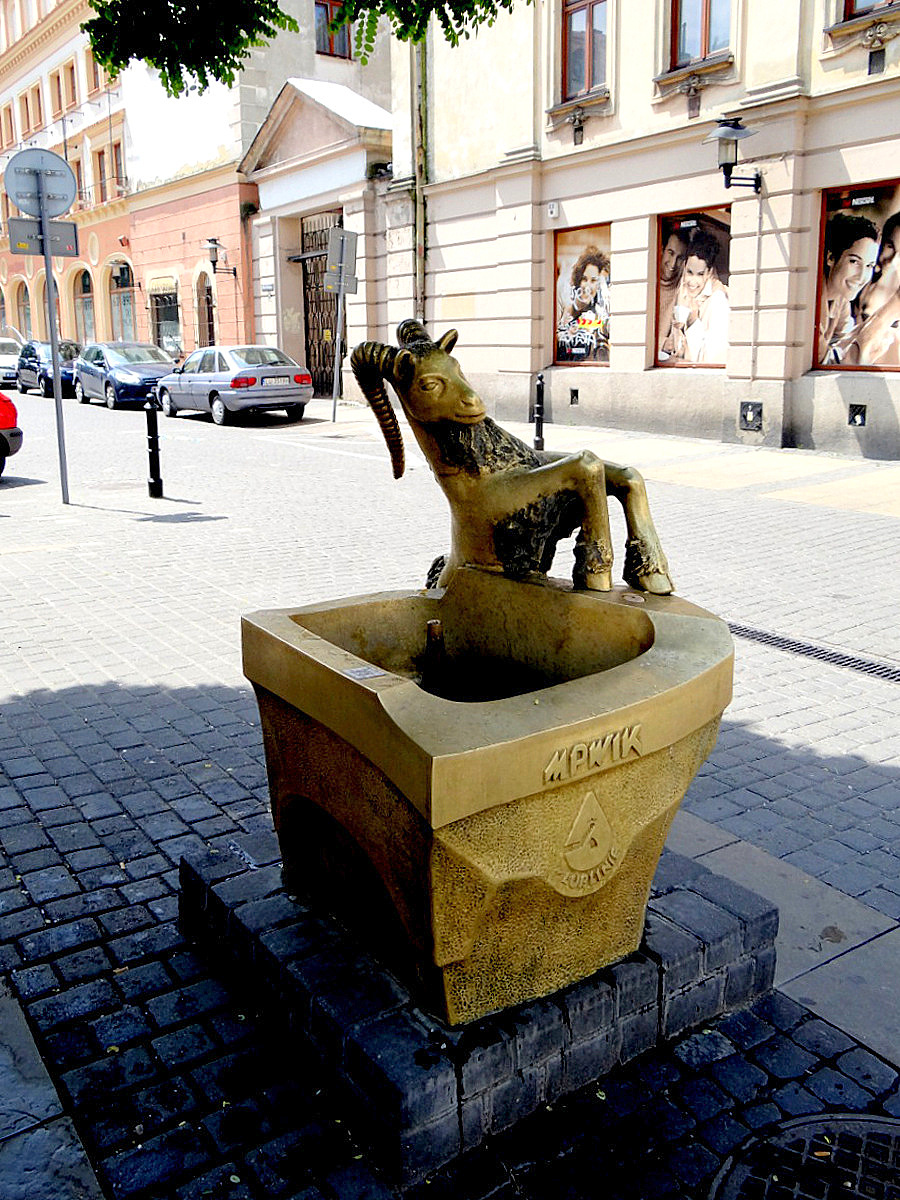
Koziołek poidełko (MPWiK)

Koziołki Lubelskie - cykl niewielkich rzeźb plenerowych umieszczonych w przestrzeni miejskiej w Lublinie obejmujący zindywidualizowane figurki koziołków. Tematyka cyklu czerpie z herbu miasta oraz miejsc lub osób do których historii nawiązują poszczególne rzeźby na przykład zawodów: lekarz "Staś" i pielęgniarka "Szarytka Marianna" przy szpitalu, lekarz weterynarii "Vetek" przy klinice weterynaryjnej, hejnalista "Onufry" przy ratuszu.
Projekt cyklu rzeźb jest realizowany od roku 2022 przez Fundację Lubelskie Koziołki, która posiada patronat Prezydenta Miasta. Obecnie cykl obejmuje osiem rzeźb, ale planowane są kolejne nawiązujące do legendarnych i historycznych wydarzeń miasta np. planowany koziołek na motorze przy stadionie żużlowym.
Cykl rzeźb plenerowych buduje tożsamość historyczno-kulturalną miejsc. Ponadto wokół koziołków lubelskich realizowane są wydarzenia kulturalne i edukacyjne integrująca mieszkańców miasta lub turystów (np. gry miejskie). Każda rzeźba opatrzona jest tabliczką z datą, fundatorami  oraz kodem QR odsyłającym do strony internetowej zawierającej dodatkowe informacje. Dotychczas autorem cyklu lubelskich koziołków jest artysta rzeźbiarz Marta Mirynowska.
W mieście zlokalizowane są także rzeźby nienależące formalnie do cyklu Fundacji m.in. Koziołek-poidełko (róg ul. Wróblewskiego i Krakowskiego Przedmieścia, od 2001 roku, na ilustracji) oraz fontanna "Koziołek w dżinsach" (przy ul. Okopowej i Narutowicza od 2005 roku) - ufundowane przez Miejskie Przedsiębiorstwo Wodociągów i Kanalizacji w Lublinie Spółka z o.o. 
Projekt Koziołki Lubelskie nawiązuje do podobnych instalacji artystycznych realizowanych we Wrocławiu czy Łodzi.

## Szlak Koziołka Lubelskiego

### Onufry - hejnalista

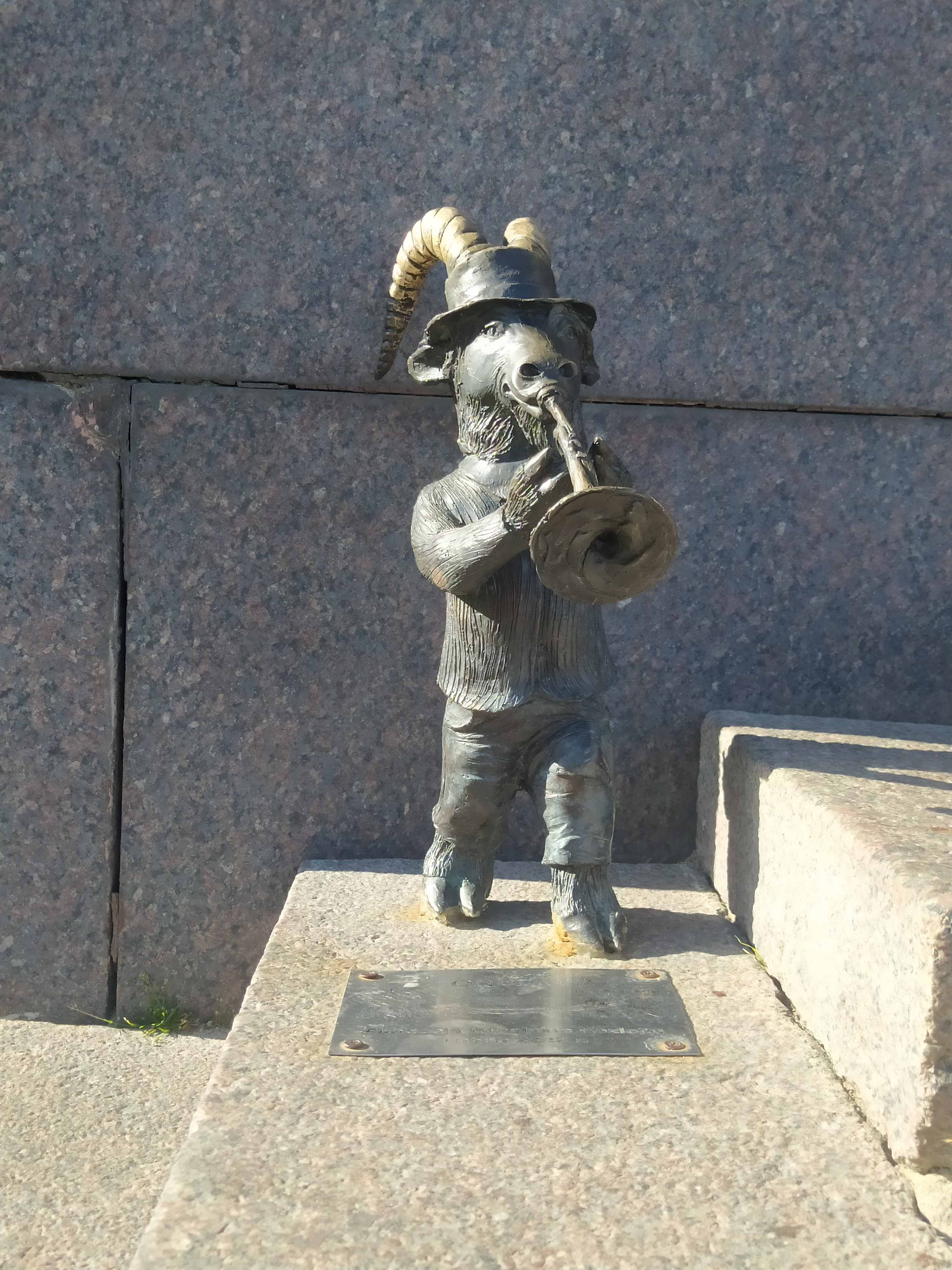
Koziołek Onufry

Figurka z trąbką zlokalizowana przy ratuszu miejskim (Plac Łokietka 1), jest związana z autentyczną postacią hejnalisty miejskiego Onufrego Koszarnego (1933-2019). Ustawiony 29 stycznia 2022.

### Kazik- inżynier
Koziołek z atrybutami budowniczego (poziomica) przyjął imię króla Kazimierza Wielkiego, fundatora murów obronnych miasta. Zlokalizowany przy Bramie Krakowskiej, od 7 maja 2022.

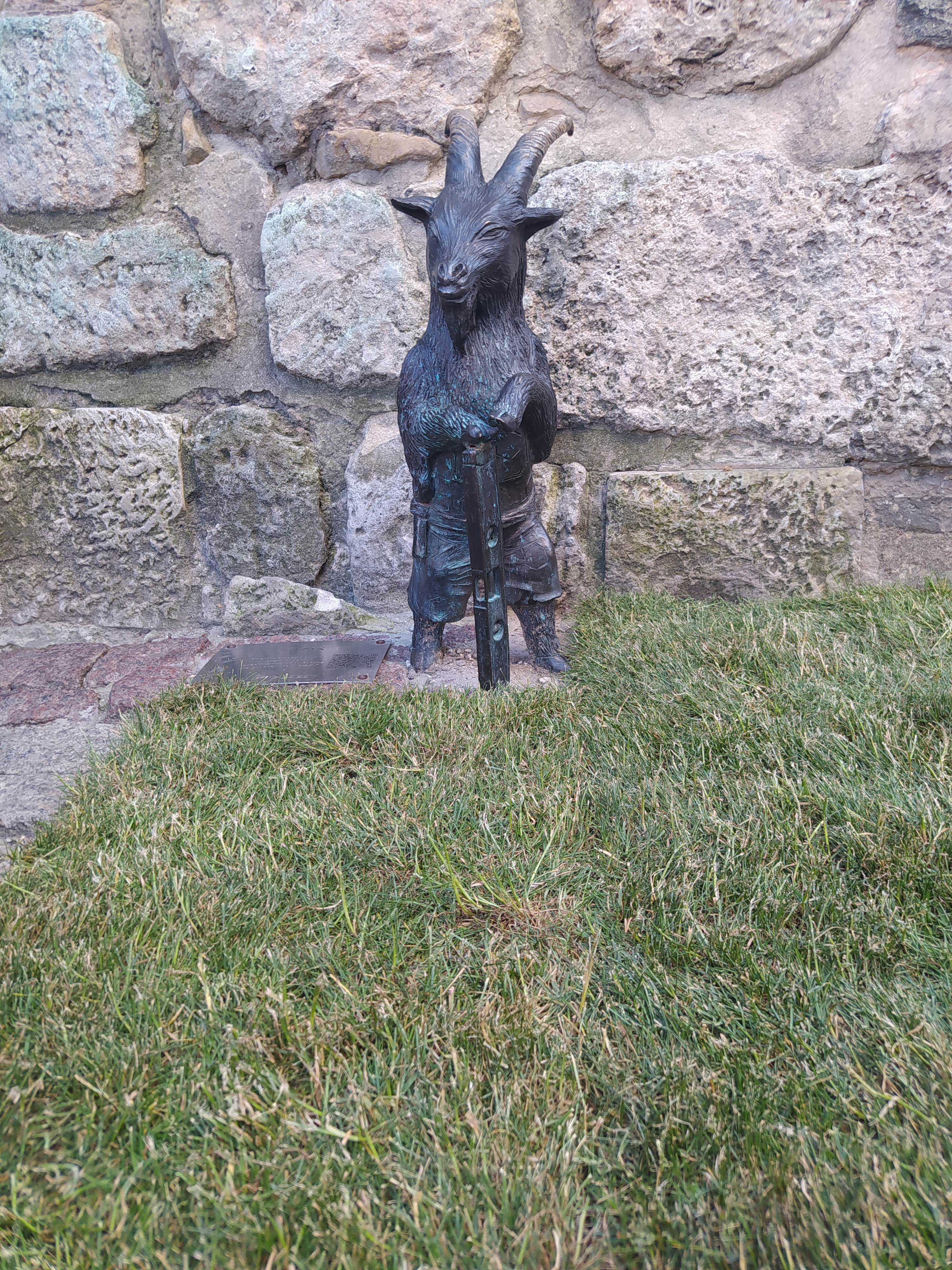
Koziołek Kazik

### Staś - lekarz
Figurka z atrybutami lekarza (stetoskop, fartuch, książka chorych). Umieszczona w pobliżu Uniwersyteckiego Szpitala Klinicznego nr 1 w Lublinie (uprzednio SPSK nr 1) w dniu 30 czerwca 2022. Imię nawiązuje do patrona ulicy Stanisława Staszica, przy której znajduje się szpital.

### LuCeK
Figurka umieszczona 19 sierpnia 2022 w Lubelskim Centrum Konferencyjnym przy ul Artura Grottgera 2 na tarasie restauracji 2 PI ER. Przedstawia stylizowanego uczestnika konferencji z komputerem oraz filiżanką z kawą.

### Vetek - lekarz weterynarii
Figurka trzymająca logotyp służb weterynaryjnych (litera "V" z wężem Eskulapa). Zlokalizowana od 18 maja 2023 przy ul. Szmaragdowej, gdzie znajduje się Lubelska Klinika Weterynaryjna.

### Światłowid
Koziołek upamiętniający wkład miasta w rozwój technologii i wytwarzania włókien światłowodowych. Zlokalizowany przy ul. Grodzkiej na Starym Mieście. Figurka posiada historyczne atrybuty technika telekomunikacyjnego, strój, torbę oraz słuchawkę serwisową z tarczą.

### Szarytka Marianna - pielęgniarka
Figurka upamiętniająca Zgromadzenie Sióstr Miłosierdzia św. Wincentego a Paulo (zwane "Szarytkami"), które od 1835 roku prowadziło szpital przy ul. Stanisława Staszica (do 1928 ul. Poczętkowskiej). Umiejscowiona przy Uniwersyteckim Szpitalu Klinicznym nr 1 w Lublinie (uprzednio SPSK nr 1) w dniu 29 czerwca 2023. Rzeźba przedstawia siostrę zakonną - pielęgniarkę w stylizowanym stroju zakonnym oraz sercem na dłoni.

### Łukasz
Koziołek nawiązuje do autentycznej postaci fundatora teatru w Lublinie na Starym Mieście - architekta Łukasza Rodakiewicza, który według legendy wybudował teatr dla swojej młodej żony w 1822 roku. Po wielu latach zmian Teatr Stary wrócił do swoje funkcji w 2012. Figurka ustawiona przy ul. Jezuickiej na Starym Mieście, 16 grudnia 2023 przedstawia koziołka z maską aktorską.

### Maciej
Figura ustawiona 15 marca 2024 przy ostatnio rewitalizowanym Pałacu Potockich w Lublinie (ul. Staszica 3). Hasło „Tu znajdziesz codzienną porcję szczęścia w promieniach własnego kąta„ oraz aranżacja (leżąca i odpoczywająca postać czytająca książkę) ma nawiązywać do przyjemnych chwil spędzanych w Lublinie oraz nawiązuje do roli fundatora.

### Janek i Jurek

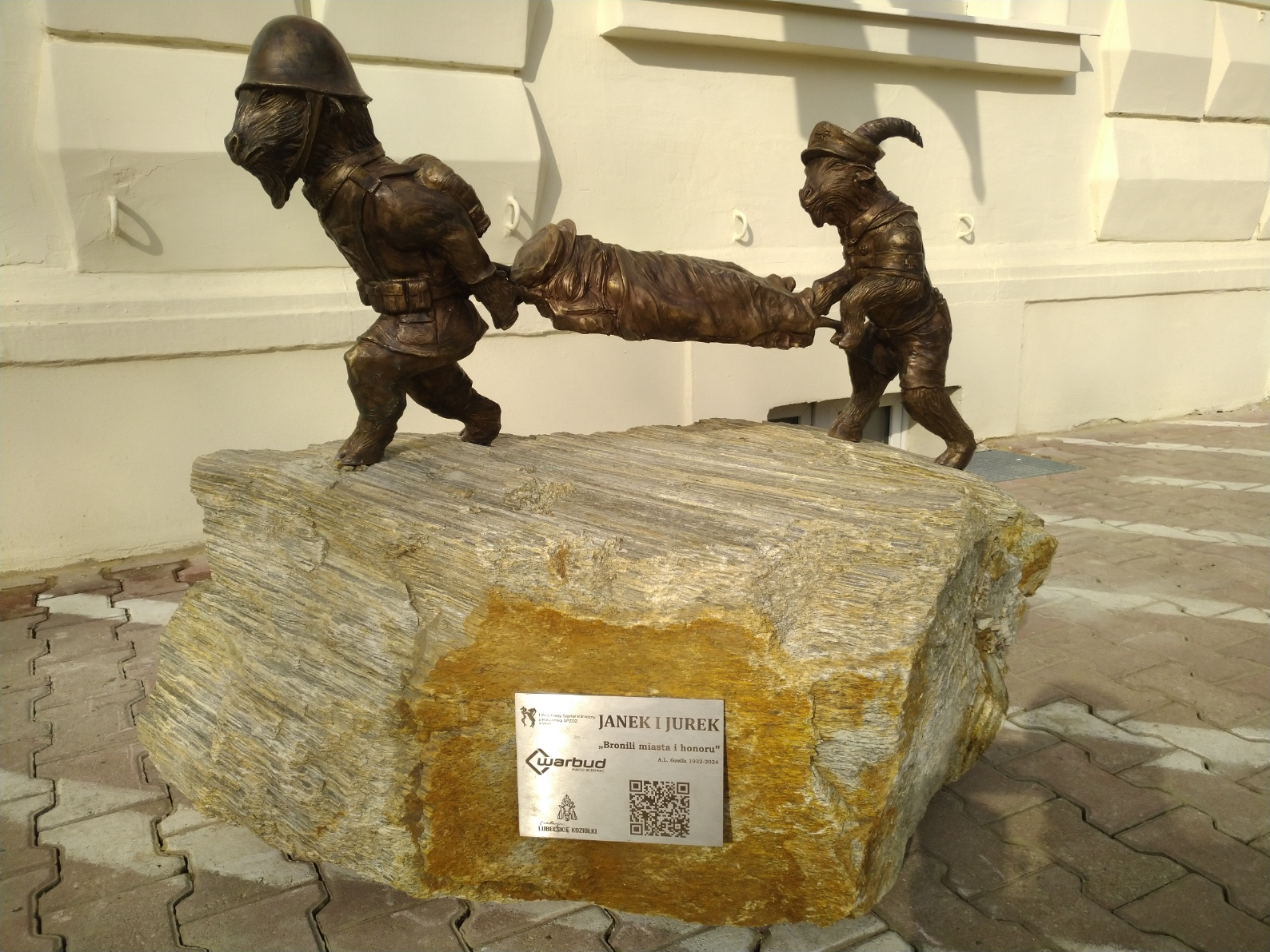
Janek i Jurek

Figurki ustawione 4 kwietnia 2024 przy szpitalu wojskowym (po prawej stronie głównego wejścia) przy al. Racławickich 23. Figurki przedstawiają żołnierza i harcerza z właściwymi sobie atrybutami (mundury, nakrycia głowy), niosących na noszach rannego do szpitala. Tematyka oraz motto "Bronili miasta i honoru" nawiązuje do historii miejsca. We wrześniu 1939 w budynku zlokalizowany był 201. szpital wojenny, służący obrońcom. Imiona Janek i Jurek zostały wzięte od autentycznych postaci obrońców miasta: por. Jana Iglatowskiego (1902-1939, dowódce kompanii "Jan") oraz Jurka Kędzierskiego (1923-1939, 16-letniego harcerza), którzy polegli w trakcie obrony miasta.

## Historyczny Szlak  Lubelskiego Koziołka
Historyczny Szlak obejmuje koziołki umiejscowione w okolicach historycznych miasta (Stare Miasto oraz Śródmieście). Obecnie obejmuje Onufrego, Kazika, Stasia, Szarytkę Mariannę, Łukasza oraz Janka i Jurka. Planowane jest umieszczenie koziołków przy plac Litewskim, Zamku Lubelskim, Placu Rybnym, Kamieniu Katowskim, Placu po Farze, Trybunale Koronnym, Zaułku Fotografów oraz Baszcie Półokrągłej.

## Zobacz także
- Wrocławskie krasnale
- Szlak turystyczny im. Marii Konopnickiej „Krasnoludki są na świecie”
- Koty z Kocich Gór
- Łódź Bajkowa